# Phidippus tirapensis
Phidippus tirapensis là một loài nhện trong họ Salticidae.
Loài này thuộc chi Phidippus. Phidippus tirapensis được Biswamoy Biswas & Biswamoy Biswas miêu tả năm 2006.